# Alberto José Gomes da Silva
Alberto José Gomes da Silva (Lisboa, ? - 1795) fue un organista y compositor portugués del Clasicismo. Además de algunas óperas y otras obras es conocido por ser el autor de una peculiar obra didáctica titulada Regras de acompanhar para cravo ou organo (Lisboa, 1758).